# Vizuális szociológia
A vizuális szociológia egy olyan szakterület a szociológián belül, mely a vizualitáson keresztül térképezi fel a társadalmi világot.
A vizuális szociológia intellektuális elkülönülése a korábban kifejlődött vizuális antropológiától [Collier-Collier 1986] csak a 20. század 70-es éveiben megy végbe, intézményesülése pedig még annál is később, 1980 környékén. A hetvenes évek közepétől már találkozhatunk kurzusokkal az amerikai egyetemeken. Ennek az altterületnek az eredete a Nemzetközi Vizuális szociológia Szövetség (IVSA)-hez köthető, amely minden évben ülésezik és közzéteszi a saját tudományos publikációit, / 1472586X.asp Vizuális Tanulmányok.
Az IVSA alapító tagjai érdekeltek többnyire szociológiai kontextusban történő fotózásban, filmezésben és dokumentumfilm-készítésben. Azonban a vizuális szociológia - elméletileg legalábbis - tanulmányaiban felhasznál mindenféle vizuális anyagot, a társadalmi világ minden képi kiterjedését. (Plakátok, graffiti, fotó, internet, reklámok, újság, mozi stb.)
Az IVSA-hoz hasonlóképpen, az újonnan alakult Brit Szociológiai Társaság Vizuális Szociológiai Kutatócsoport, melynek tagjai főként olyan brit kutatók és akadémikus dolgozók, akik számos társadalomtudományi területeken olyan hálózat tagjai, amely feltárja a meglévő és a kialakulóban lévő vizuális kutatási módszereket és módszertanokat.

## Elmélet és módszer
Legalább három megközelítése létezik a  gyakorlati vizuális szociológiának:

### Adatgyűjtés kamerákkal és más rögzítési technikák
Ebben az összefüggésben a kamera hasonló a magnetofonhoz. Film és videókamera különösen alkalmas az adatok összegyűjtésére a kísérlet és a kis csoport-kölcsönhatások, iskolai tanulmányok, néprajz, résztvevők megfigyelése, szájhagyomány kutatása során. A videó rögzíti azokat a dolgokat, amelyeket nem tudnak megőrizni még a legjobb kutatói "jegyzetek" sem.  Az adatvesztés hasonlóképpen fennáll hangfelvételek megőrzése esetén is, hiszen az adat nem áll rendelkezésre még a leggondosabb magyarázó jegyzetekkel ellátott átiraton sem: hangszín, zene egy-egy hang, ragozás, hanglejtés, morgás és nyögés, a beszéd üteme, és a helyzet adta torzításból adódóan sok félreértés adódhat. Az új kutatási technika megjelenésével az információk egy másik csatornája nyílik meg, képi felvételek megőrzése még több információt képes tárolni. Például a felemelt szemöldök, ökölbe szorult kéz, mellyel egy szempillantás alatt lehet átalakítani a látszólagos értelmét a szavaknak, a testbeszéd olvasásán keresztül felfedezhetjük az iróniát, szarkazmust, vagy ellentmondást.
A vizuális rögzítési technika nem teszi lehetővé számunkra, hogy manipuláljuk az adatokat. A természettudományokban a vizuális felvételeket már régóta alkalmazzák, mert lehetőség nyílik arra, hogy gyorsítsák, lelassítsák, megismételjék, megállítsák, és kinagyítsanak érdekességeket. Ez ugyanaz a társadalomtudományokban is, könnyebb a felvételeken keresztül tanulmányozni egy egy  jelenséget, ami pl: túl gyors, vagy túl lassú, vagy túl ritka vagy túl nagy vagy túl kicsi ahhoz, hogy közvetlenül a vizsgálatba vegyük. A lefolyása alatt pontos megfigyeléseket végezhetünk. A szociológusok számára a legnagyobb áttörés mégis az, hogy a kamerák segítségével a szociológusok olyan eseményeken, helyeken is végezhetnek megfigyeléseket, ahol egy külső személy jelenléte torzítaná a végső eredményeket, vagy ahová nem mehet a kutató, mert veszélyes, személye kellemetlen, vagy egyszerűen csak el kell távolítani a megfigyelőtől az eseményt, ilyen sajátos helyzetek például a társas viselkedés tanulmányozása során lépnek fel.

## Lásd még
- Vizuális antropológia
- Vizuális kommunikáció
- Vizuális kultúra

## Külső hivatkozások
- IVSA website
- BSA Visual Sociology Group (UK)
- ArtLab website
- Visual Sociology in Russia
- Articles on Fieldwork